# Cis viridiflavus
Cis viridiflavus is een keversoort uit de familie houtzwamkevers (Ciidae). De wetenschappelijke naam van de soort werd in 1883 gepubliceerd door Thomas Broun.